# Jacobus de Jong
Jacobus Hermanus Hendrik Jan de Jong (Róterdam, 7 de abril de 1912-Capelle aan den IJssel, 20 de agosto de 1993) fue un deportista neerlandés que compitió en vela en la clase Firefly. Participó en dos Juegos Olímpicos de Verano en los años 1948 y 1952, obteniendo una medalla de bronce en Londres 1948 en la clase Firefly.

## Palmarés internacional
| Juegos Olímpicos | Juegos Olímpicos      | Juegos Olímpicos  | Juegos Olímpicos |
| Año              | Lugar                 | Medalla           | Clase            |
| ---------------- | --------------------- | ----------------- | ---------------- |
| 1948             | Londres (Reino Unido) | Medalla de bronce | Firefly          |